# 3-Chlorometkatynon
3-Chlorometkatynon, klofedron, 3-CMC – organiczny związek chemiczny z klasy katynonów, izomer strukturalny 4-chlorometkatynonu (klefedronu) i analog 3-metylometafedronu (metafedronu). Jest związkiem chiralnym, występuje w postaci dwóch stereoizomerów.
Jest substancją syntetyczną, nie występuje naturalnie. Stosowany jest jako substancja psychoaktywna od ok. 2014 roku, wykazując przy tym działanie stymulujące zbliżone do innych pochodnych katynonu. Poza użyciem rekreacyjnym i nielicznymi badaniami naukowymi, nie ma innych zastosowań. W wielu państwach jest substancją kontrolowaną.

## Otrzymywanie
3-CMC w postaci chlorowodorku został przez zespół B. Blougha otrzymany wychodząc z 3′-chloropropiofenonu, który był poddawany bromowaniu. W tak otrzymanej pochodnej bromowej w reakcji z N-benzylo-N-metyloaminą atom bromu ulegał podstawieniu przez grupę aminową, z której z kolei w reakcji z chloromrówczanem 1-chloroetylu usuwana była grupa benzylowa. W pracy z 2017 roku A. Shalabi i wsp. otrzymali 3-CMC reagując wcześniej wspomniany 2-bromo-3′-chloropropiofenon z metyloaminą.

## Właściwości
Chlorowodorek 3-chlorometkatynonu jest białym lub szarym ciałem stałym, który topnieje z rozkładem w temperaturze ok. 181–193 °C. W związku z podobieństwem do 4-chlorometkatynonu przyjmuje się, że 3-CMC powinien dobrze rozpuszczać się w rozpuszczalnikach organicznych takich jak dimetyloformamid, dimetylosulfotlenek czy etanol.

## Zastosowanie
Poza nielicznymi badaniami naukowymi, 3-chlorometkatynon nie ma żadnego zastosowania. Pierwsze informacje o używaniu 3-chlorometkatynonu jako substancji psychoaktywnej pojawiły się pod koniec 2014 roku po tym, jak szwedzka policja w Norrköping ujawniła w trakcie czynności niewielkie ilości tej substancji. Według Europejskiego Centrum Monitorowania Narkotyków i Narkomanii prawie jedną czwartą wszystkich katynonów zatrzymanych jako substancje psychotropowe w 2020 roku w Europie stanowić miał 3-chlorometkatynon. Do końca 2021 roku najwięcej przypadków (82%) ujawniania tej substancji przez organy ścigania miało miejsce w Polsce. Poza państwami europejskimi, 3-CMC produkowany jest również w Chinach i Indiach.
3-CMC przyjmowany może być doustnie lub przez wciąganie do nosa, w niektórych przypadkach również dożylnie. Badania próbek substancji zatrzymywanych przez organy ścigania pokazały, że czystość dostępnego na rynku klofedronu wahała się pomiędzy 79,5% a 98,1%. Poza zanieczyszczeniami, próbki zawierały również inne substancje psychoaktywne (m.in. inne katynony, kannabinoidy czy też amfetaminę), jak również np. kofeinę pełniącą rolę wypełniacza. W niektórych przypadkach 3-CMC sprzedawane było pod nazwami innych substancji psychoaktywnych. Z tych powodów postać substancji dostępnej w sprzedaży różni się od czystego 3-chlorometkatynownu lub jego chlorowodorku. Wygląd substancji w tych próbkach określany był jako „proszek”, „kryształy” lub „grudki” od bezbarwnych po białe lub jasnożółte.

## Działanie
3-Chlorometkatynon powoduje zwiększenie stężenia neuroprzekaźników (dopaminy, noradrenaliny i serotoniny) w szczelinie synaptycznej poprzez nasilenie ich uwalniania i hamowanie ich wychwytu zwrotnego. Jest to mechanizm działania wspólny dla wielu katynonów. Z tego też powodu, pomimo małej ilości badań nad tym związkiem, przyjmuje się, że objawy zażycia 3-CMC będą zbliżone do analogicznych substancji z tej klasy. Objawy te mogą obejmować ogólne pobudzenie, poprawę nastroju, euforię, łatwiejsze nawiązywanie kontaktów z innymi osobami, jednocześnie powodując zaburzenia sercowo-naczyniowe (tachykardię, zwiększenie ciśnienia tętniczego) i termoregulacji ciała (hipertermia). Przedawkowanie klofedronu może ponadto wywoływać objawy neurologiczne i psychiczne (halucynacje, drgawki, niepokoje i lęki, zaburzenia świadomości) oraz zaburzenia ze strony układów krążenia i oddechowego (spowolnienie oddechu, duszności, bóle w klatce piersiowej czy nagłe zatrzymanie krążenia). Jednoczesne stosowanie innych środków psychoaktywnych takich jak amfetamina, kokaina czy MDMA może powodować efekt synergistyczny i zwiększać ryzyko wystąpienia objawów niepożądanych. Przyjmuje się również, że zażywanie 3-CMC może powodować uzależnienie. Do połowy 2021 roku w Unii Europejskiej zgłoszonych zostało 10 przypadków śmierci osób, u których wykryto 3-CMC, z czego w pięciu przypadkach zażycie 3-chlorometkatynonu było bezpośrednią lub pośrednią przyczyną zgonu.

## Legalność
W ramach Unii Europejskiej 3-chlorometkatynon jest substancją kontrolowaną na podstawie Dyrektywy delegowanej Komisji 2022/1326 z dnia 18 marca 2022 r., która do 18 lutego 2023 r. powinna być transponowana do porządku prawnego wszystkich państw członkowskich. W Polsce 3-CMC został sklasyfikowany jako substancja psychotropowa grupy I-P w 2018 roku. Od 2015 roku jest objęty kontrolą w Chinach.